# BBC Radio 1
BBC Radio 1 ist ein Hörfunkprogramm der BBC, das hauptsächlich auf eine junge Hörerschaft von 15 bis 29 Jahren zielt. Es spezialisiert sich auf neue, aktuelle und trendweisende Musik. Die DJs des Senders haben bei der Gestaltung ihrer Sendung weitgehend freie Hand. Werbespots werden wie in allen Programmen der BBC nicht ausgestrahlt.

## Geschichte

Logo vor 2021

Das Programm des Senders wurde am 30. September 1967 um 7:00 Uhr mit dem Lied „Flowers in the rain“ von „The Move“ gestartet. Erster Moderator war Tony Blackburn. Nach Einschätzung von John Peel, der bis zu seinem Tod 2004 dort arbeitete, war die Gründung von Radio 1 eine Reaktion der BBC und der britischen Regierung auf die Protestwelle auf die Schließung der Piratensender, die 1967 durch den Marine Broadcasting Offences Act verboten wurden (siehe zum Beispiel Radio Caroline). Bis dahin hatte die BBC Popmusik als „unter ihrer Würde“ betrachtet. Allerdings gab die BBC auch offen zu, dass man mit der Einführung von Radio 1 die jungen Menschen von nun an als Zielgruppe bedienen und gleichzeitig den Piraten Paroli bieten wollte.
Die Entwicklung des Senders kann laut Radiorewind.co.uk grob in zwei Phasen eingeteilt werden: Von 1967 bis 1993 der „happy sound“; Radio 1 unterhielt mit bekannten Moderatoren und spielte dazu angesagte Hits. Ein Markenzeichen des Senders waren unter anderem die „Roadshows“, bei denen im Sommer ein Übertragungswagen der BBC durch Großbritannien fuhr und jeweils von einem anderen Ort berichtete oder Konzerte übertrug.
1993 wurde das Programm radikal reformiert. Radio 1 sollte näher am Puls der 1990er-Jahre sein, neue Trends entdecken und noch unbekannte Bands bekannt machen. Rock ’n’ Roll der alten Schule, bis dato noch ein Markenzeichen des Senders, war von nun an weitestgehend passé. Der beste Beweis: Die Band Status Quo, die noch zum 25. Geburtstag des Senders 1992 ein Konzert gegeben hatte, durfte nicht mehr gespielt werden.
Einige Radio-Moderatoren wanderten zu BBC Radio 2 aus, das eine ältere Hörerschaft anspricht. Einige Moderatoren wie John Peel, der der dienstälteste Radio-1-DJ war (37 Jahre seit Sendestart), blieben jedoch und prägten weiterhin das "Gesicht" des Senders.

## Heute
Konkurrenz erwächst dem Sender durch die diversen kommerziellen Lokalradios, die mittlerweile allerdings größtenteils landesweit einheitliche Namen wie "Heart", "Capital" oder "Kiss" tragen, durch zahlreiche Piratensender besonders in London, aber auch durch eine große Anzahl an landesweiten, regionalen und lokalen Privatsendern via DAB. Doch versucht Radio 1 durch das in Mitteleuropa einzigartige Webangebot auf sich aufmerksam zu machen, denn alle auf Radio 1 ausgestrahlten Sendungen sind 29 Tage nach ihrer Übertragung im sogenannten BBC iPlayer und in der "BBC Sounds"-App zu hören. Moderatoren wie John Peel oder Annie Nightingale erlangten so Weltruhm. 2003 wählten die Leser der Zeitschrift Spex Radio One zum besten Radiosender des Jahres.

## Empfang
Jahrzehntelang sendete Radio 1 allein über Mittelwelle und teilweise (im Frequenzsplit mit BBC Radio 2) auf UKW. Radio 1 war somit nachts auch in Teilen Westeuropas hörbar. Ende der 1980er-Jahre kam dann die erste alleinige UKW-Frequenz für Radio 1 in London dazu (104,8 MHz). Schließlich war das Frequenznetz so weit ausgebaut, dass Radio 1 landesweit zwischen 97,6 und 99,8 MHz auf UKW empfangbar war. Daher identifizierte sich das Programm in seinen Jingles eine Zeit lang auch als Radio 1 FM bzw. 97–99 FM, Radio 1, um auf die Empfangbarkeit über UKW aufmerksam zu machen. Im Sommer 1994 wurde die Mittelwellenausstrahlung eingestellt und die bisher genutzten Frequenzen an private Anbieter übergeben.
Außerdem ist das Programm von BBC Radio 1 auch über DAB (Kanal 12B) zu empfangen.
Über ASTRA 19,2° Ost analog war das Programm jahrelang in Stereo zu empfangen. Heute befindet es sich auf der ASTRA-Position 28,2° Ost und ist in ganz Deutschland und weiten Teilen Europas problemlos digital empfangbar. 
Das Programm von Radio 1 ist – wie beinahe alle BBC-Radioprogramme – als Stream live über das Internet nutzbar. Die meisten Sendungen werden zusätzlich für eine Woche nach der Ausstrahlung in verminderter Tonqualität bereitgehalten.
2002 nahm die BBC das digital (DAB, DVB-T, Internetstream und per ASTRA digital) empfangbare Zusatzprogramm BBC Radio 1Xtra mit Black Music, Hip-Hop und Drum and Bass in Betrieb.